# I capolavori di papà Al Bano
I capolavori di papà Al Bano este un dublu album Greatest Hits publicat de Al Bano în Italia. Conține 2 melodii inedite: Madre mia, Ciao papà pentru care a fost realizat un videoclip promoțional și un cover al melodiei Un amore così grande din repertoriul lui Claudio Villa. Piesele As long as you love me (cover din repertoriul lui Justin Bieber), Nothing și I see you sunt cântate de copiii lui Al Bano: Jasmine Carrisi, Cristel Carrisi și Yari Carrisi, iar Prima notte d'amore și Mezzanotte d'amore sunt prezentate în noi versiuni.

## Track list
CD 1
1. Il mondo degli angeli (Maurizio Fabrizio, Romina Power, Oscar Avogadro)
2. Madre mia (Luciano Sardelli, Albano Carrisi, Luciano Sardelli)
3. Le radici del cielo (Albano Carrisi, Pino Aprile)
4. Un amore così grande (Antonella Maggio, Guido Maria Ferilli)
5. As long as you love me (Rodney "Darkchild" Jerkins, Andre Lindal, Nasri Atweh, Justin Bieber, Sean Anderson) - Jasmine Carrisi
6. La canzone di Jas-Bi (Yari Carrisi, Albano Carrisi, Cristiano Minellono)
7. Nothing (Cristèl Carrisi) - Cristel Carrisi
8. I cigni di Balaka (Albano Carrisi, Willy Molco, Albano Carrisi)
9. I see you (Yari Carrisi)  - Yari Carrisi
10. Nel sole(Albano Carrisi, Pino Massara, Vito Pallavicini)
11. Tu per sempre (Albano Carrisi, Alterisio Paoletti, Fabrizio Berlincioni)
12. Ciao papà (Albano Carrisi, Cristiano Minellono, Giò Valeriani, Bruno Lanza)

CD 2
1. Caro amore (Albano Carrisi, Vito Pallavicini, Willy Molco)
2. Sogni (Andrea Lo Vecchio)
3. Che stupido finale (Fabrizio Berlincioni, Albano Carrisi)
4. È la mia vita (Maurizio Fabrizio, Pino Marino)
5. Col pensiero (Fabrizio Berlincioni, Yari Carrisi)
6. Granada dream (Radio edit) (Agustin Lara, Victor Bach)
7. Mezzanotte d'amore (New Version) (Vito Pallavicini, Detto Mariano, Albano Carrisi)
8. We'll live it all again (Lo rivivrei) (Albano Carrisi, Romina Power)
9. Cara terra mia (Albano Carrisi, Romina Power, Vito Pallavicini)
10. Prima notte d'amore (New Version) (Albano Carrisi, Romina Power)
11. Mattino (Ruggero Leoncavallo, Vito Pallavicini)
12. Un pugno nell'anima (Fabrizio Berlincioni, Albano Carrisi)
13. Felicità (Cristiano Minellono, Dario Farina, Gino De Stefani)